# Učená družina
Učená družina (rusky учёная дружина) byla skupina ruských ideologů, kteří teoreticky zdůvodňovali reformy Petra I. Velikého. Představiteli „učené družiny“ byli Vasilij Tatiščev, Antioch Kantemir a do jisté míry i Feofan (Prokopovič). Ve svých dílech stavěli „živé pravdy rozumu“ proti vládnoucí církevní scholastické dogmatice, propagovali rozvíjení přírodních věd a filozofie, nezávislé na církvi, dokazovali, že je nutno rozšířit vzdělanost a zavést pokrokové reformy v Rusku. Tím připravovali půdu pro rozvoj vědy a filozofie v Rusku a byli předchůdci Michaila Lomonosova. Vystupovali proti bojarské šlechtě, jejímiž ideology byli Stefan Javorskij, zástupce patriarchy, a rektor duchovní akademie arcibiskup Feofilakt (Lopatinskij).